# Ferulago contracta
Ferulago contracta là một loài thực vật có hoa trong họ Hoa tán. Loài này được Boiss. & Hausskn. mô tả khoa học đầu tiên năm 1872.